# Neobizantynizm
Neobizantynizm, styl neobizantyński lub styl neobizantyjski – nurt w architekturze historyzmu drugiej połowy XIX wieku i początku XX wieku,  nawiązujący do architektury bizantyńskiej. Stosowany szczególnie w budynkach użyteczności publicznej i w budynkach sakralnych. Architektura neobizantyńska zawiera elementy klasycznej architektury bizantyńskiej, zaczerpnięte ze średniowiecznej chrześcijańskiej architektury Europy Wschodniej, szczególnie krajów prawosławnych, na które największy wpływ wywarło Cesarstwo Bizantyńskie w okresie między V a XI wiekiem. Styl ten charakteryzuje się zastosowaniem arkad, półkolistych sklepień i kopuł; do budowy stosuje cegły, stiuk, a w zdobnictwie mozaikę.

## Historia

### Prawosławne kraje Europy
Styl neobizantyński rozwinął się najpierw w Imperium Rosyjskim (również w Polsce pod zaborem rosyjskim) od końca XVIII wieku, gdzie powstała szczególna jego odmiana styl bizantyńsko-rosyjski, czerpiący głównie z rodzimej architektury sakralnej i zdobnictwa. Stamtąd, od połowy XIX wieku rozszerzył się na prawosławne kraje Bałkanów (np. Sobór św. Aleksandra Newskiego w Sofii, cerkiew św. Marka w Belgradzie, cerkiew świętego Sawy w Belgradzie). W tych krajach neobizantynizm był postrzegany jako styl narodowy, inspirowany rodzimymi tradycjami, np. cerkiew św. Marka inspirowana była architekturą monasteru Gračanica (XIV wiek). To sprawiło, że styl ten był tam popularny aż do pierwszej połowy XX wieku.

### Europa Zachodnia i USA
Kraje zachodnie traktowały styl neobizantyński jako inspirację, często łącząc go z innymi stylami architektonicznymi np. mauretańskim lub neoromańskim przy wznoszeniu głównie budowli sakralnych.
W Wielkiej Brytanii w Bristolu od 1850 do 1880 rozwinął się specyficzny styl znany jako Bristol Byzantine; był wykorzystywany w budynkach przemysłowych, często łącząc elementy architektury bizantyńskiej i mauretańskiej. Najwybitniejszym brytyjskim dziełem neobizantyńskim jest katolicka Katedra Westminsterska w Londynie (1895-1903).
Francja i Belgia również inspirowały się neobizantynizmem tworząc np. monumentalne kościoły katolickie: Kościół Najświętszego Serca i NMP z Lourdes w Liège (1928-1936),  i Bazylikę Sacré-Cœur w Paryżu (1876-1914).
W Niemczech powstało kilkanaście budynków inspirowanych tym stylem np. Kościół Pokoju w Poczdamie (1845-1848), Kościół Zbawiciela w Poczdamie-Sacrow (1841-1844) i Opactwo św. Bonifacego w Monachium (1835-1850).
W Stanach Zjednoczonych w stylu neobizantyńskim powstało kilka budynków kampusu Rice University w Teksasie, kościół św. Franciszka Salezego w Filadelfii i Bazylika Niepokalanego Poczęcia w Waszyngtonie (1920-1959). Neobizantynizmem inspiruje się również amerykańska architektura postmodernizmu np.  architekt Philip Johnson zaprojektował postmodernistyczny aneks w Cleveland Play House w latach 1980.; ten budynek odzwierciedla wpływy neobizantyńskie.

### Inne kraje
Za pośrednictwem politycznych wpływów rosyjskich neobizantynizm dotarł do Chin (Sobór św. Zofii w Harbinie 1923-1932) oraz Finlandii (Sobór Zaśnięcia Matki Bożej w Helsinkach 1868). Kolonializm francuski przyniósł powstanie kościołów neobizantyńskich: Katedra św. Wincentego à Paulo w Tunisie (1893-1897) i Bazylika Matki Boskiej Afrykańskiej w Algierze (1872), a kolonializm brytyjski takich budynków jak: Bazylika Najświętszego Serca Jezusa w Timaru (Nowa Zelandia, 1874-1911) oraz Synagoga Knesseth Israel w Toronto (Kanada, 1913). Nieliczne przykłady tej architektury spotykane są w wielu innych krajach, np. w Urugwaju (Narodowe Sanktuarium Serca Jezusowego w Montevideo (1898) i w Portugalii (Synagoga Portugalska Szaare Tikwa w Lizbonie (1904)).

## Główni twórcy
Neobizantynizm propagowali m.in. architekci:
- Theophil Edvard Hansen (Dania, Austro-Węgry)
- Konstantin Thon (Rosja)
- Dawid Grimm (Rosja, Szwajcaria, Palestyna i inne)
- John Francis Bentley (Wielka Brytania)
- William Bruce Gingell Wielka Brytania)